# Imagine (canción de John Lennon)
«Imagine» (en español: «Imagina») es una canción compuesta e interpretada por el músico inglés John Lennon y escrita por Yoko Ono y él a principios de 1971. Si bien el sello discográfico Apple Records distribuyó la canción a partir de octubre de ese año en Estados Unidos, esta no estuvo disponible en Reino Unido hasta 1975. Se trata de una balada de piano del género soft rock cuya letra hace alusión a una variedad de conceptos, aunque primordialmente menciona la idea de que «todos somos una nación, un mundo y una sociedad». En 1987 se estrenó un videoclip para promocionar la canción, bajo la dirección de Zbigniew Rybczyński.
Desde su lanzamiento se han vendido alrededor de cinco millones de copias físicas del sencillo, y hasta 2018 se han distribuido más de cuatro millones de copias digitales, con lo que se le considera el tema más exitoso en la trayectoria musical de Lennon como solista.  Si bien algunos críticos como John Blaney, Chris Ingham, y Salvador Sostres tuvieron opiniones desfavorables sobre su letra, en términos generales la canción ha obtenido reseñas positivas y es catalogada como «el mayor regalo musical para el mundo» por parte de Lennon, así como «la más reverenciada de las canciones post Beatles», además de hacerse acreedora a ciertos reconocimientos como un galardón del premio del Salón de la Fama de los Grammy, entre otros.
La canción ha sido interpretada en situaciones de violencia, ya que «captura la fragilidad de nuestra esperanza tras un suceso violento o destructivo ... aunque [también] revela su tenacidad»; por ejemplo, el pianista alemán Davide Martello interpretó una versión tras los atentados de París de noviembre de 2015 Asimismo, varios otros músicos y agrupaciones han llevado a cabo otras versiones del tema, entre los cuales se incluyen Elton John, Queen, David Bowie, Madonna y Lady Gaga.

## Producción

### Antecedentes
Mientras preparaba su exposición de arte conceptual en la Galería Indica, en Londres, Yoko Ono conoció a John Lennon al llamar su atención con la obra «Hammer a Nail in», que invitaba a los visitantes a clavar un clavo en una tabla de madera. Si bien la exposición todavía no estaba abierta al público, Lennon le sugirió: «Te voy a dar cinco chelines imaginarios y clavaré con un martillo imaginario», una respuesta con la que Ono, que desconocía la trayectoria musical de este, se sintió identificada ya que «jugaba el mismo juego que yo» cuando hizo alusión a la imaginación. Dos años antes, Ono había publicado el libro Grapefruit, un conjunto de composiciones poéticas dispuestas a manera de performance y caracterizadas por fragmentos como «Imagine the clouds dripping, dig a hole in your garden to put them in» —«imagina las nubes gotear, cava un hoyo en tu jardín para guardarlas»—, «imagine letting a goldfish swim across the sky» —«imagina un pez de colores nadando por el cielo»— e «Imagine one thousand suns in the sky at the same time» —«imagina mil soles en el cielo al mismo tiempo»—.
Ono y Lennon contrajeron matrimonio en marzo de 1969, tras una relación de noviazgo que se extendió por más de dos años. De acuerdo con Lennon: «Decidimos que si íbamos a hacer algo como casarnos, lo dedicaríamos a la paz. Y durante ese período, como somos lo que somos, [la idea] evolucionó y de alguna manera terminamos siendo responsables de producir paz». No obstante, la pareja fue objeto de racismo y «nos sorprendió que la llamada sociedad moderna de la época, a la que ambos pertenecemos, se volviera contra nosotros desde que anunciamos nuestra unión». Ono percibió también que algunas exposiciones de arte conceptual «proyectaban visiones muy negativas del futuro [...] Así se creó la sociedad. Y así, configurando todas estas imágenes negativas, se va a crear la sociedad [futura]. Nosotros [Lennon y ella] tratamos de crear una imagen más positiva, lo cual va a crear otro tipo de sociedad». Al respecto, Lennon detalló:

La gente decía: 'Son ingenuos, son tontos, son estúpidos'. Puede que nos haya lastimado a nivel personal que nos llamaran así, pero lo que estábamos haciendo, puedes llamarlo magia, meditación, proyección de objetivo o lo que hace la gente de negocios, tiene un objetivo. Los futbolistas lo hacen: rezan, meditan antes del juego ... La gente proyecta su propio futuro. Lo que queríamos hacer era decir: 'Imaginemos un buen futuro'.

### Composición
Lennon compuso la letra de «Imagine» a partir de textos del libro de Yoko Ono Grapefruit, especialmente del poema titulado «Cloud Piece» que Capitol Records reprodujo en la contraportada del álbum Imagine. Tiempo después el músico hizo alusión a la contribución de su cónyuge en la composición de la canción, al señalar que «[la canción] debe ser acreditada como una de Lennon-Ono. Gran parte de esta, la letra y el concepto, vinieron de Yoko, pero en esos días yo era un poco más egoísta y machista, y omití su contribución. [Reconozco que] vino de Grapefruit», además de revelar que la letra también tuvo su origen en un libro de oraciones cristianas que Dick Gregory le había regalado a la pareja.

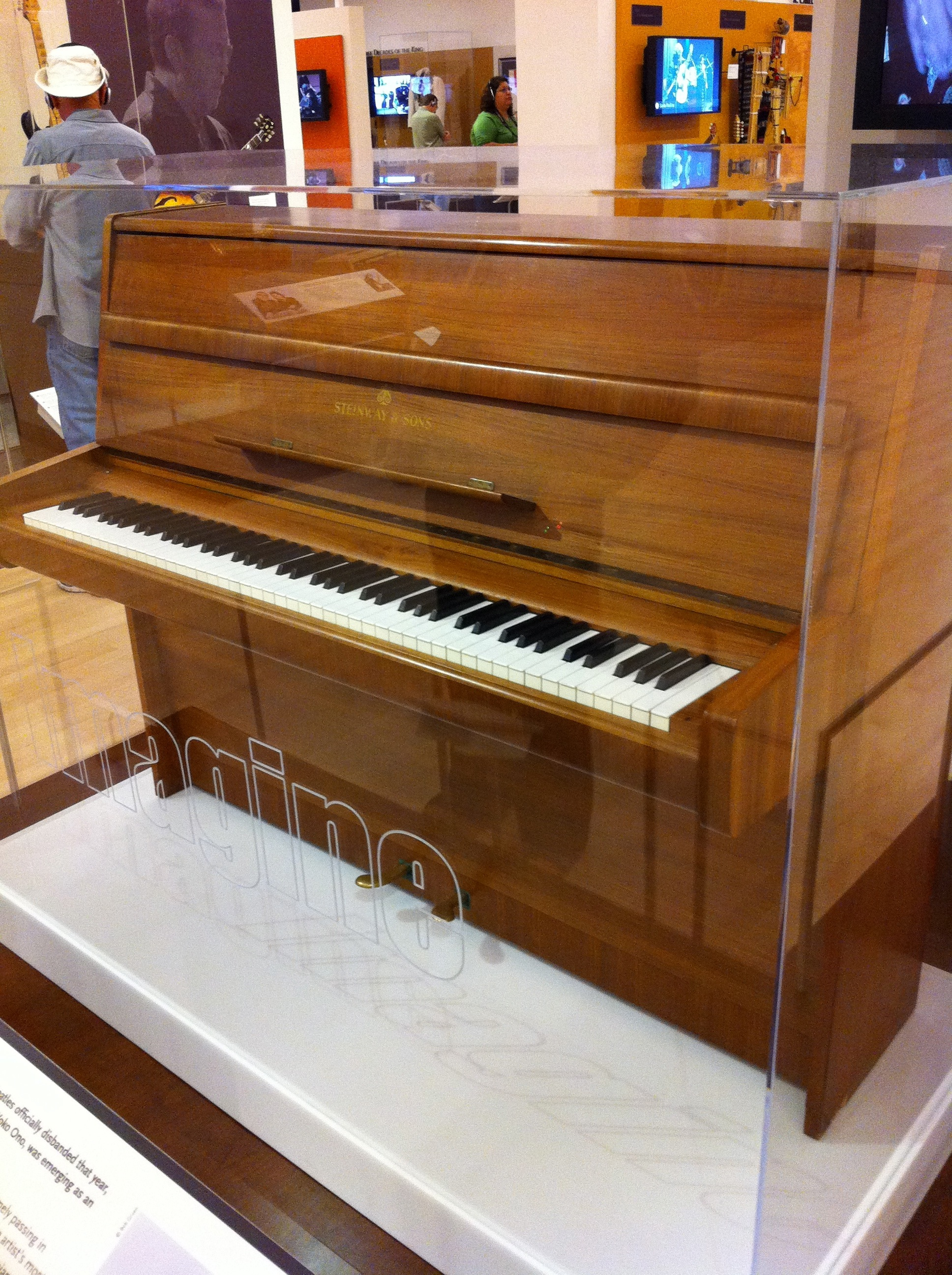
Piano en el cual Lennon compuso Imagine, exhibido en el Musical Instrument Museum de Fénix, Arizona en 2011.

Lennon creó «un peán humanista para la gente», con el cual «sostiene que la armonía global está a nuestro alcance, solo si rechazamos los mecanismos de control social que restringen el potencial humano», de acuerdo con la opinión del escritor John Blaney. Para David Fricke, de la publicación Rolling Stone, la canción «pide una unidad e igualdad basadas en la eliminación completa del orden social moderno: fronteras geopolíticas, religión organizada [y] clase económica».
Lennon explicó que una parte de la canción hace referencia al comunismo, «pese a que no soy un comunista, ni pertenezco a ningún movimiento». En una entrevista concedida a NME, detalló más acerca de esta postura: «No hay un estado comunista real en el mundo; deben darse cuenta de eso. El socialismo del que hablo ... no [es] aquel del que un ruso o un chino podrían hablar. [Porque] Les conviene. Nosotros [en cambio] deberíamos tener un buen ... socialismo británico». Por otra parte, Ono dejó entrever que la letra de «Imagine» representa «justo [aquello] en lo que John creía: que todos somos una nación, un mundo, una sociedad». Si bien Rolling Stone describió la composición como «22 líneas de fe gentil y sencilla en el poder de un mundo, unido a propósito, para repararse y cambiarse a sí mismo», el autor Richard Dawkins lo calificó como «un himno ateo», pese a que Lennon señaló que la canción «no disuade de la fe». Para Pablo Espinosa, de La Jornada, la canción forma parte de «un event score, un listado de incitaciones subversivas, un llamado a la revuelta pacífica, a la revolución».
La composición de «Imagine» se produjo un día por la mañana de principios de 1971, mientras Lennon se hallaba en su habitación de Tittenhurst Park, en Ascot, Berkshire, Inglaterra, con su piano Steinway. Ono atestiguó la sesión en la que el músico compuso la melodía y la estructura de los acordes, así como la mayor parte de la letra de la canción, que suele ser catalogada como una balada de piano perteneciente al género soft rock, y compuesta en la tonalidad de do mayor. La melodía comienza con una introducción a piano de 4 compases y un acorde Do mayor que luego se mueve a Domaj7 antes de cambiar a Fa; esta progresión de acordes se mantiene en los versos de 12 compases, mientras que los últimos 4 compases se mueven de Lam/Mi a Rem y Rem/Do, antes de finalizar con Sol, Sol11, Sol7 y Do. Los coros de 8 compases avanzan de Fa a Sol, luego a Do, Domaj7 y Mi antes de terminar en Sol7, un acorde Do mayor sustituido por Sol7 en el compás final. La conclusión de 4 compases comienza con Fa y continúa con Sol, antes de acabar en Do. Con una duración de 3 minutos y 3 segundos, y una signatura del compás de 4/4, el tempo de la canción es de alrededor de 75 pulsaciones por minuto.

### Grabación

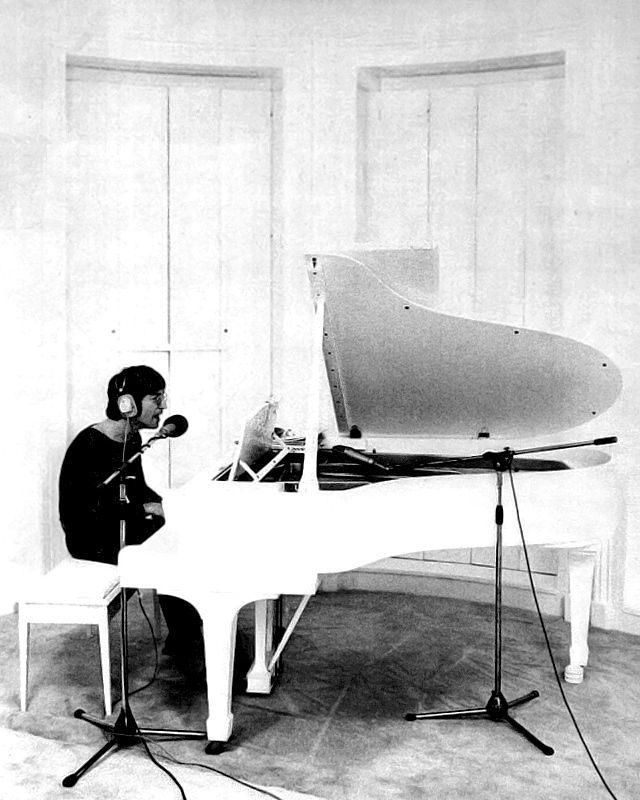
Imagen promocional de «Imagine» publicada en una edición de Billboard de 1971.

Lennon y Ono produjeron el álbum en colaboración con Phil Spector, en cuyas declaraciones supuso que «[los tres] sabíamos lo que íbamos a hacer ... se trataba de John haciendo una declaración política y a la vez muy comercial ... Siempre pensé que era como el himno nacional». Mientras tanto, Lennon detalló que, durante las grabaciones, «Phil no arregla nada, [Ono] y él solamente se sentarán en la otra habitación y gritarán cosas como: '¿Por qué no pruebas este sonido?' o 'No estás tocando el piano suficientemente  bien' ... [Yo] obtendré la idea inicial y ... encontraremos un sonido [a partir de ahí]».
La grabación de «Imagine» se llevó a cabo el 27 de mayo de 1971 en Ascot Sound Studios, en Tittenhurst Park, mientras que el overdubbing de cuerdas tuvo lugar más de un mes después, el 4 de julio, en Record Plant, ubicado en Nueva York. Al comienzo de las sesiones —descritas como «relajadas y pacientes»—, Lennon les explicó a los músicos la progresión de los acordes y el arreglo de la canción, y también se hizo responsable de supervisar los ensayos previos a la grabación. Por recomendación de Spector, Lennon y Nicky Hopkins tocaron diferentes octavas en un piano en las primeras grabaciones con el objetivo de producir el sonido que buscaba el intérprete. Si bien su idea original era que Lennon tocara el piano de su habitación blanca, al final rechazó esta opción debido a que la acústica era inadecuada en el interior de esa sala y, en cambio, se decantó por grabar la secuencia en el estudio de Lennon. Se produjeron tres tomas de las sesiones con el piano, de las cuales se eligió la segunda para su distribución. En esta grabación participaron Lennon en la voz y el piano, Klaus Voormann en el bajo, Alan White en la batería y Flux Fiddlers en las cuerdas.

### Vídeo musical
En 1972 Lennon y Ono lanzaron la película Imagine para promocionar el álbum homónimo, cuyo contenido muestra escenas de la pareja en el interior de su casa de Tittenhurst Park, primordialmente el jardín y el estudio de grabación, así como en Nueva York. El filme, de 81 minutos de duración, inicia con Lennon y Ono caminando en medio de una espesa niebla hasta arribar a su casa, instante en el que comienza la canción. Encima de la puerta se observa un letrero que dice «This Is Not Here», el mismo nombre de la exhibición artística que tenía Ono en ese momento en Nueva York. Eventualmente Lennon se sienta en un piano ubicado en una habitación blanca y, conforme avanza el tema, la iluminación del lugar se vuelve más clara después de que Ono abre las cortinas de las ventanas. Al final del vídeo, Ono se sienta al lado de Lennon en el piano, comparten miradas y luego se besan.
En la película, calificada por algunos críticos como «la [grabación] casera más costosa de todos los tiempos», también aparecen celebridades como Andy Warhol, Fred Astaire, Jack Palance, Dick Cavett y George Harrison.
 Casi quince años después, y con base en el largometraje, Zbigniew Rybczyński creó un videoclip para «Imagine» que, en 1987, se hizo acreedor al León de Plata del Festival de Cannes en la categoría de «Mejor clip», además de un galardón en el Festival Internacional de Cine de Río de Janeiro.

## Lanzamiento y recepción

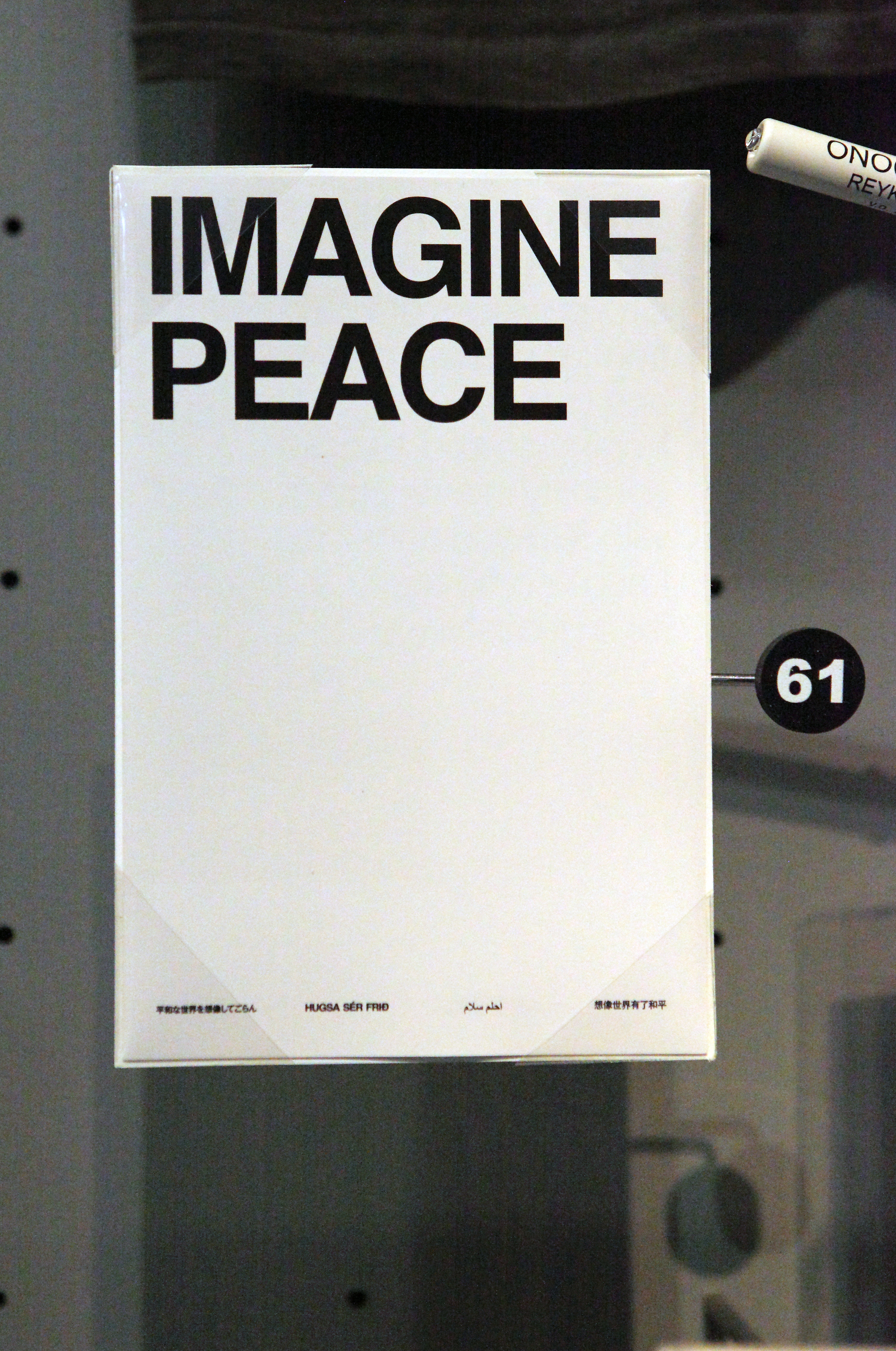
Letrero alusivo a «Imagine» en el Salón de la Fama del Rock and Roll de Cleveland, Ohio.

A partir de su publicación por Apple Records en octubre de 1971 en Estados Unidos, pasó a ser el sencillo más vendido de Lennon como solista. Aunque la línea inicial «Imagine there's no heaven» —«Imagina que no hay cielo»— incomodó a ciertos grupos religiosos, Lennon consideró que la composición de «Imagine» era «tan sólida» como cualquier otra de las canciones que había escrito con The Beatles: «[Es un tema] Antirreligioso, antinacionalista, anticonvencional, anticapitalista, pero como está endulzado, es aceptado ... Ahora entiendo lo que hay que hacer: [debes] poner un poco de miel a tu mensaje político [para su aceptación]». En una carta abierta dirigida a Paul McCartney y publicada en Melody Maker, Lennon señaló que la canción era «"Working Class Hero" azucarada para conservadores como tú». Su estreno en Reino Unido se retrasó hasta 1975, cuando se distribuyó como sencillo junto con el álbum Shaved Fish.
Cabe destacar que en junio de 2017 la National Music Publishers' Association acreditó a Ono como coautora de «Imagine» además de otorgarle un galardón por su contribución en el tema musical.

### Comercial
En su distribución inicial, «Imagine» alcanzó la tercera posición del listado Billboard Hot 100 y encabezó durante cuatro semanas el listado de sencillos de la revista canadiense RPM. El 30 de noviembre de 1971, el LP homónimo llegó al primer puesto de ventas de Reino Unido, país en el que han ocurrido varios relanzamientos de la canción desde entonces: en 1975 se hizo acreedor a la sexta posición del UK Singles Chart y permaneció en el Top 10 durante cinco semanas; cinco años después, tras el asesinato de Lennon, ingresó nuevamente a ese listado y estuvo en el primer lugar de ventas durante cuatro semanas, hasta enero de 1981; en 1988 y en 1999, períodos en los que obtuvo las posiciones 45° y 3°, respectivamente —en este último año, se vendieron 280 mil copias en un par de semanas—; y en 2003, cuando estuvo disponible con el tema «Happy Xmas (War is Over)».
En el año 2000 la canción ocupó la posición 23° del listado de «los sencillos más vendidos de todos los tiempos en Reino Unido» y, más de una década después, a mediados de 2013 se tenía noción de más de 1,6 millones de copias vendidas de «Imagine» en territorio británico. En total, hasta 2018 se han vendido más de 4,8 millones de copias físicas, con lo que supera las cifras de «(Just Like) Starting Over», su siguiente sencillo más exitoso como solista, del cual se habían comercializado 3,5 millones de copias. De manera idéntica a su homóloga versión física, la versión digital de la canción es la más exitosa del catálogo del artista: hasta 2018 se habían distribuido más de cuatro millones de copias, equivalente a una tercera parte de la suma total de ventas digitales de Lennon hasta ese entonces. Se trata también del tema musical con mayor cantidad de reproducciones en plataformas como Spotify y Youtube, en las cuales se registraron hasta 2018 más de 131 millones y 188 millones de vistas, respectivamente. Esto lo convierte en el octavo tema de 1971 más reproducido en ambas plataformas, por debajo de canciones como «Stairway to Heaven», de Led Zeppelin; «American Pie», de Don McLean; y «A Horse with No Name», de America.

#### Posicionamiento en listas

##### Semanales
| Australia      | Go-Set National Top 40          | 1  |
| Australia      | Kent Music Report               | 1  |
| Bélgica        | Ultratop 50 Flanders            | 12 |
| Canadá         | Canada Top Singles (RPM)        | 1  |
| Canadá         | Canada Adult Contemporary (RPM) | 4  |
| Alemania       | Official German Charts          | 7  |
| Japón          | Oricon                          | 14 |
| Países Bajos   | Dutch Top 40                    | 6  |
| Países Bajos   | Single Top 100                  | 5  |
| Noruega        | VG-lista                        | 6  |
| Sudáfrica      | Springbok Radio                 | 5  |
| Suiza          | Schweizer Hitparade             | 5  |
| Estados Unidos | Billboard Hot 100               | 3  |
| Estados Unidos | Easy Listening                  | 7  |
| Estados Unidos | Cashbox Top Singles             | 2  |
| Estados Unidos | Record World Top Singles        | 1  |
| 1975           |                                 |    |
| Irlanda        | Irish Singles Chart             | 1  |
| Países Bajos   | Dutch Top 40                    | 5  |
| Suecia         | Sverigetopplistan               | 19 |
| Reino Unido    | UK Singles Chart                | 6  |
| 1981           |                                 |    |
| Australia      | Kent Music Report               | 43 |
| Austria        | Ö3 Austria Top 40               | 4  |
| Bélgica        | Ultratop 50 Flanders            | 6  |
| Alemania       | Official German Charts          | 7  |
| Irlanda        | Irish Singles Chart             | 1  |
| Países Bajos   | Single Top 100                  | 5  |
| Nueva Zelanda  | Recorded Music NZ               | 23 |
| Noruega        | VG-lista                        | 3  |
| Suiza          | Schweizer Hitparade             | 2  |
| Reino Unido    | UK Singles Chart                | 1  |

| País           | Lista                                | Mejor posición |
| 1986           | 1986                                 | 1986           |
| -------------- | ------------------------------------ | -------------- |
| Estados Unidos | Billboard Top Rock Tracks            | 20             |
| 1988           |                                      |                |
| Irlanda        | Irish Singles Chart                  | 29             |
| Reino Unido    | UK Singles Chart                     | 45             |
| 1989           |                                      |                |
| Australia      | ARIA Charts                          | 21             |
| Países Bajos   | Single Top 100                       | 83             |
| 1990           |                                      |                |
| Francia        | SNEP                                 | 88             |
| 1994           |                                      |                |
| Francia        | SNEP                                 | 9              |
| 1999-2000      |                                      |                |
| Canadá         | Canadian Singles Chart               | 10             |
| Irlanda        | Irish Singles Chart                  | 3              |
| Italia         | FIMI                                 | 12             |
| Países Bajos   | Singles Top 100                      | 56             |
| España         | PROMUSICAE                           | 5              |
| Reino Unido    | UK Singles (Official Charts Company) | 3              |
| 2007           |                                      |                |
| Canadá         | Canadian Singles Chart               | 47             |
| Países Bajos   | Single Top 100                       | 37             |
| Suiza          | Schweizer Hitparade                  | 59             |
| Reino Unido    | UK Singles (Official Charts Company) | 75             |
| Estados Unidos | US Billboard Hot Digital Songs       | 47             |
| 2008           |                                      |                |
| Australia      | ARIA                                 | 94             |
| 2010           |                                      |                |
| Suecia         | Sverigetopplistan                    | 46             |
| 2012           |                                      |                |
| Reino Unido    | UK Singles (Official Charts Company) | 18             |
| 2013           |                                      |                |
| España         | PROMUSICAE                           | 44             |
| 2015           |                                      |                |
| Francia        | SNEP                                 | 11             |

##### Anuales
| País         | Lista                    | Mejor posición |
| 1971         | 1971                     | 1971           |
| ------------ | ------------------------ | -------------- |
| Canadá       | Canada Top Singles (RPM) | 15             |
| Países Bajos | Dutch Top 40             | 67             |
| Países Bajos | Single Top 100           | 82             |
| 1972         |                          |                |
| Australia    | Kent Music Report        | 19             |
| Japón        | Oricon                   | 98             |
| Sudáfrica    | Springbok Radio          | 5              |
| 1981         |                          |                |
| Bélgica      | Ultratop 50 Flanders     | 86             |
| Países Bajos | Dutch Top 40             | 70             |
| Países Bajos | Single Top 100           | 73             |

##### Históricos
| País        | Lista      | Mejor posición |
| 1980-1989   | 1980-1989  | 1980-1989      |
| ----------- | ---------- | -------------- |
| Reino Unido | UK Singles | 25             |
| 1952-2013   |            |                |
| Reino Unido | UK Singles | 19             |

### Certificaciones
| País        | Organismo certificador          | Certificación             | Simbolización | Ref.   |
| ----------- | ------------------------------- | ------------------------- | ------------- | ------ |
| Italia      | FIMI                            | Platino                   | ▲             | [ 96 ] |
| Japón       | Oricon Charts                   | + 118 000 copias vendidas | –             | [ 61 ] |
| Reino Unido | Industria Fonográfica Británica | Platino                   | ▲             | [ 97 ] |

### Crítica
En su reseña, la publicación estadounidense Rolling Stone la consideró como «el mayor regalo musical para el mundo» por parte de Lennon además de elogiar «la melodía serena; la suave progresión de acordes; [y] esa llamativa figura [de piano] de cuatro notas». A su vez, Robert Christgau la catalogó «tanto un himno para el movimiento [de protesta contra la guerra de Vietnam] como una canción de amor para su esposa, para celebrar simultáneamente un Yokoísmo y un Marcusianismo». George Martin, productor de The Beatles, la catalogó como su «canción favorita de la obra de Lennon como solista», mientras que Paul Du Noyer la describió como «la más reverenciada de las canciones post Beatles». A su vez, Fricke la consideró «el mayor logro de Lennon tanto como compositor de baladas como agitador», mientras que los escritores Ben Urish y Ken Bielen coincidieron en calificarla como «la canción pop más subversiva grabada para alcanzar un estatus clásico», aunque juzgaron la parte instrumental de la melodía como «demasiado sentimental y melodramatica» en contraste con la música de la era pre rock, además de opinar que la interpretación vocal era «minimizada».

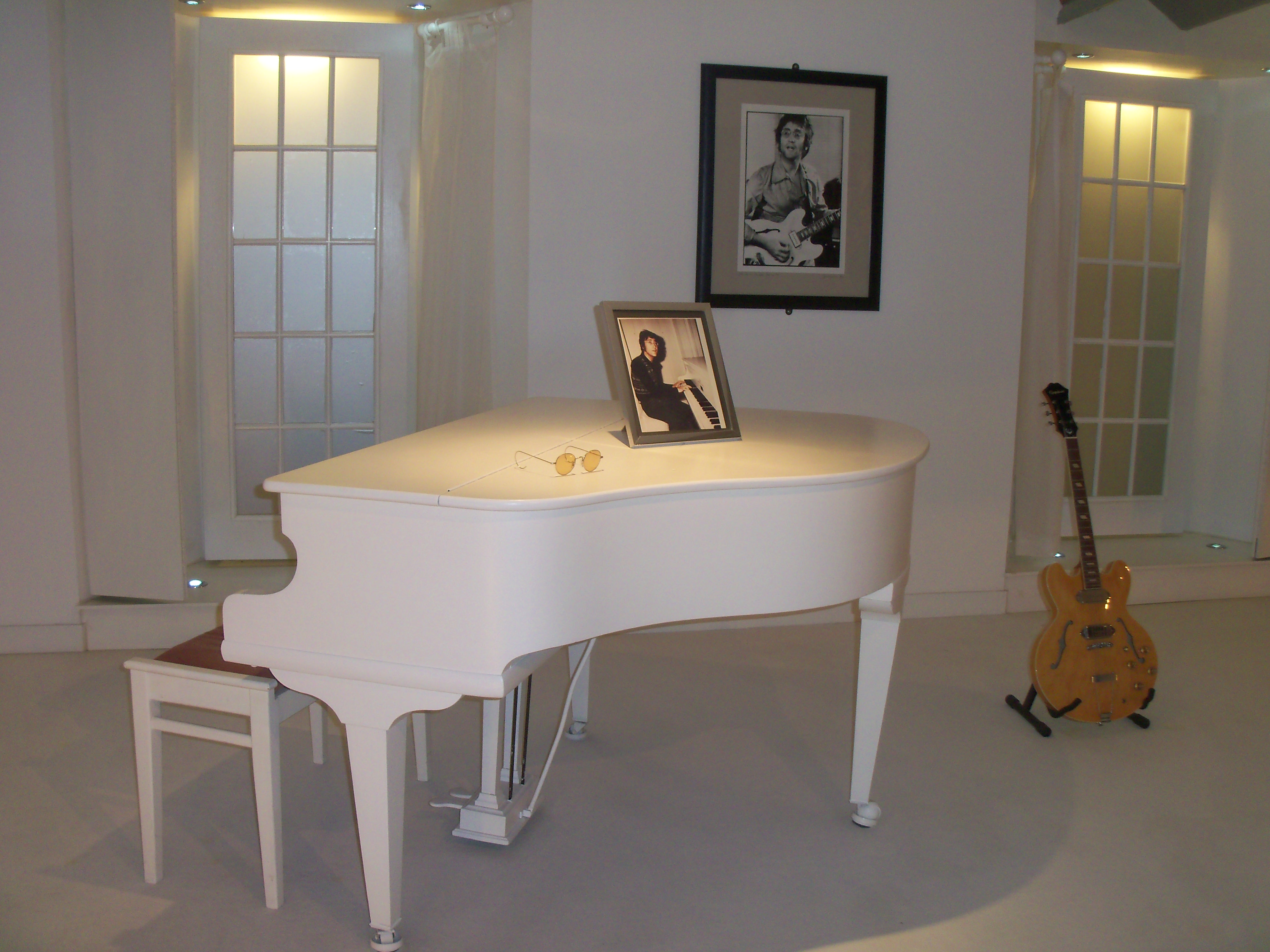
Réplica de la habitación que aparece en el videoclip de «Imagine», en el museo The Beatles Story, en Liverpool, Inglaterra.

El escritor John Blaney escribió una opinión desfavorable respecto a la letra de la canción, al señalar que «describe posibilidades hipotéticas que no ofrecen soluciones prácticas; a veces es nebulosa y contradictoria, pidiendo al oyente que abandone los sistemas políticos mientras alienta uno similar al comunismo [...] Lennon sabía que no tenía nada concreto que ofrecer, por lo que proporciona un sueño: un concepto sobre el cual construir» en su crítica del 2007 Lennon and McCartney: Together Alone: A Critical Discography of the Solo Work. En una opinión similar, el escritor Chris Ingham señaló la hipocresía en Lennon, la estrella de rock millonaria que vive en una mansión, alentando a los oyentes a imaginar vivir sus vidas sin posesiones. El País calificó de «polémica» la crítica de Salvador Sostres, quien en un fisking de la letra de Imagine reprobó a Lennon.  Pese a lo anterior, se considera que la canción «inspira al público a imaginar si el mundo podría vivir sin posesiones, [pero] no es un llamado explícito a renunciar a estas» algo con lo que coincidió Ringo Starr al expresar que Lennon «[solamente] dijo "imagina", es todo: solo imagínalo».
Generalmente la canción es interpretada en situaciones de tragedia o en las cuales se recurre a la violencia. Por ejemplo, tras los atentados de París de noviembre de 2015, el pianista alemán Davide Martello interpretó una versión instrumental del tema enfrente del Bataclan, a manera de homenaje al centenar de personas que fueron asesinadas en ese acontecimiento. De acuerdo con un análisis realizado por Katy Waldman, de Slate: «la simplicidad musical [de "Imagine"] nos recuerda que el universo puede atropellar a las  personas idealistas (...) y captura la fragilidad de nuestra esperanza tras un suceso violento o destructivo ... aunque [también] revela su tenacidad». En 2006 el expresidente estadounidense, Jimmy Carter, hizo alusión a la relevancia internacional de la canción al comentar que «en varios países del mundo —mi esposa y yo hemos visitado aproximadamente 125 países—, escuchas la canción "Imagine" de John Lennon [que es] utilizada casi por igual que los himnos nacionales», y, al año siguiente, Yoko Ono dedicó a Lennon la Torre Imagina la Paz en Islandia. En octubre de 2010, el grupo Liverpool Singing Choir interpretó la canción durante la inauguración del Monumento a la paz de John Lennon, en el Chavasse Park, de Liverpool, Inglaterra.

### Premios y reconocimientos
En cuanto a reconocimientos, en 1999, Broadcast Music, Inc. la identificó como «una de las cien canciones más interpretadas del siglo XX», además de hacerse acreedora a un premio del Salón de la Fama de los Grammy y ser inscrita en el listado de «500 canciones que dieron forma al rock and roll» del Salón de la Fama del Rock and Roll. Unos años después, como resultado de una encuesta realizada en 2002 por el libro Guinness World Records British Hit Singles Book, apareció en el segundo lugar del listado de «mejores sencillos de todos los tiempos», solamente por debajo de «Bohemian Rhapsody» de Queen.
Algunos otros medios y publicaciones que han distinguido a la canción han sido la estación radiofónica británica Gold Radio; Rolling Stone; Canadian Broadcasting Corporation; la Recording Industry Association of America; Virgin Radio; Nine Network; y la National Music Publishers Association. El día nacional de la poesía de 1999 la BBC la identificó como la «canción favorita» de los británicos, mientras que el Aeropuerto de Liverpool-John Lennon adoptó la frase «Above us only sky» —«Por encima de nosotros sólo cielo»— como eslogan. En el año 2000 George Michael adquirió el piano en donde Lennon compuso la canción y comentó al respecto: «Sé que cuando mis dedos toquen las teclas de ese Steinway, me sentiré verdaderamente bendecido»; al año siguiente, lo donó a un museo de Liverpool. Adicionalmente se creó en 1981 un memorial en Central Park a manera de homenaje a Lennon, que incluye un mosaíco en blanco y negro con la palabra «Imagine» grabada en la superficie.

## Interpretaciones en directo y otras versiones
La primera grabación en vivo de «Imagine» de la que se tiene registro ocurrió en diciembre de 1971, cuando Lennon interpretó el tema con una guitarra acústica en el Teatro Apollo en Harlem, Nueva York. Este metraje se incorporó eventualmente en la caja recopilatoria John Lennon Anthology (1998). Lennon la interpretó nuevamente en directo durante la celebración de cumpleaños de Lew Grade en 1975.

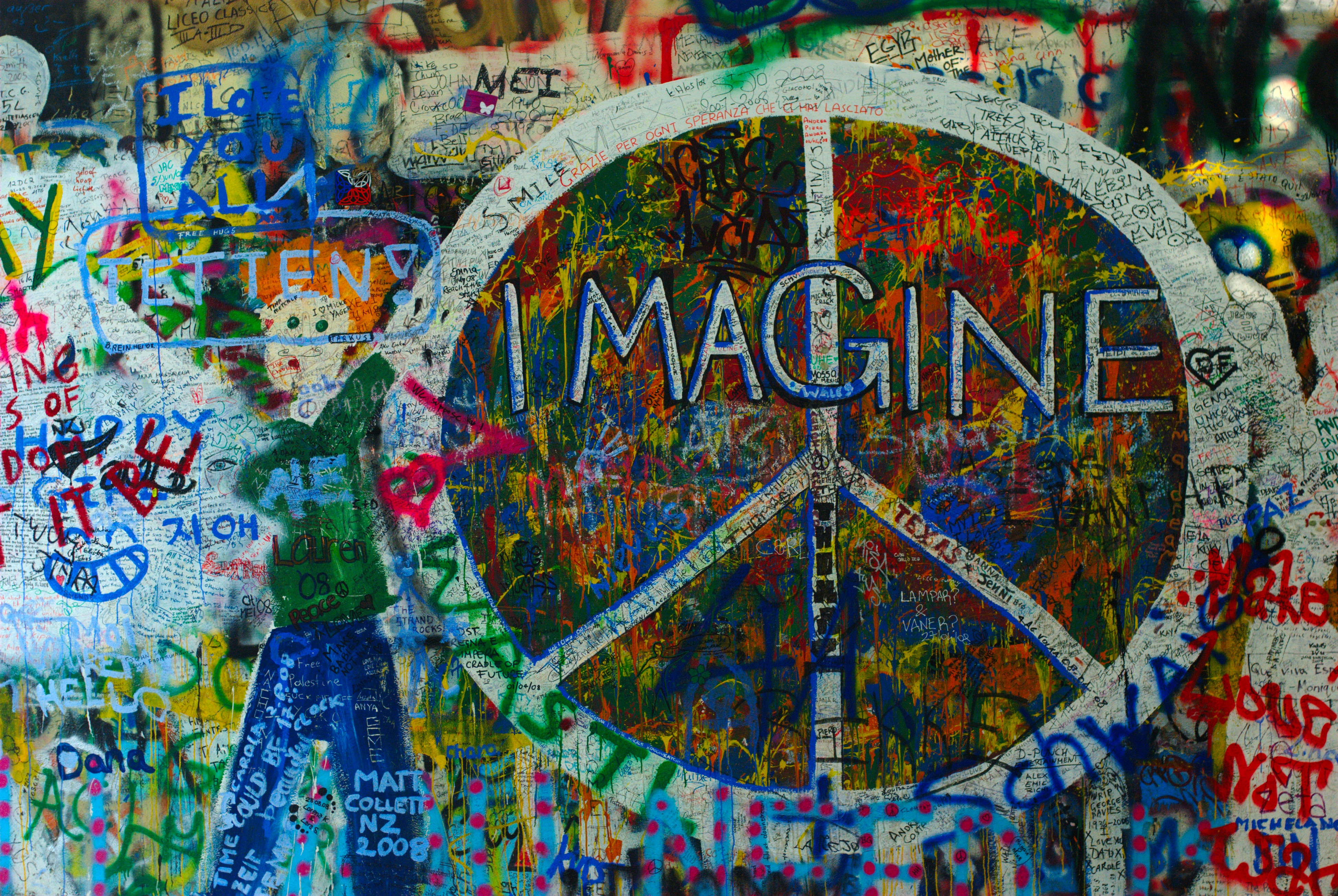
Mural dedicado a «Imagine» en Praga.

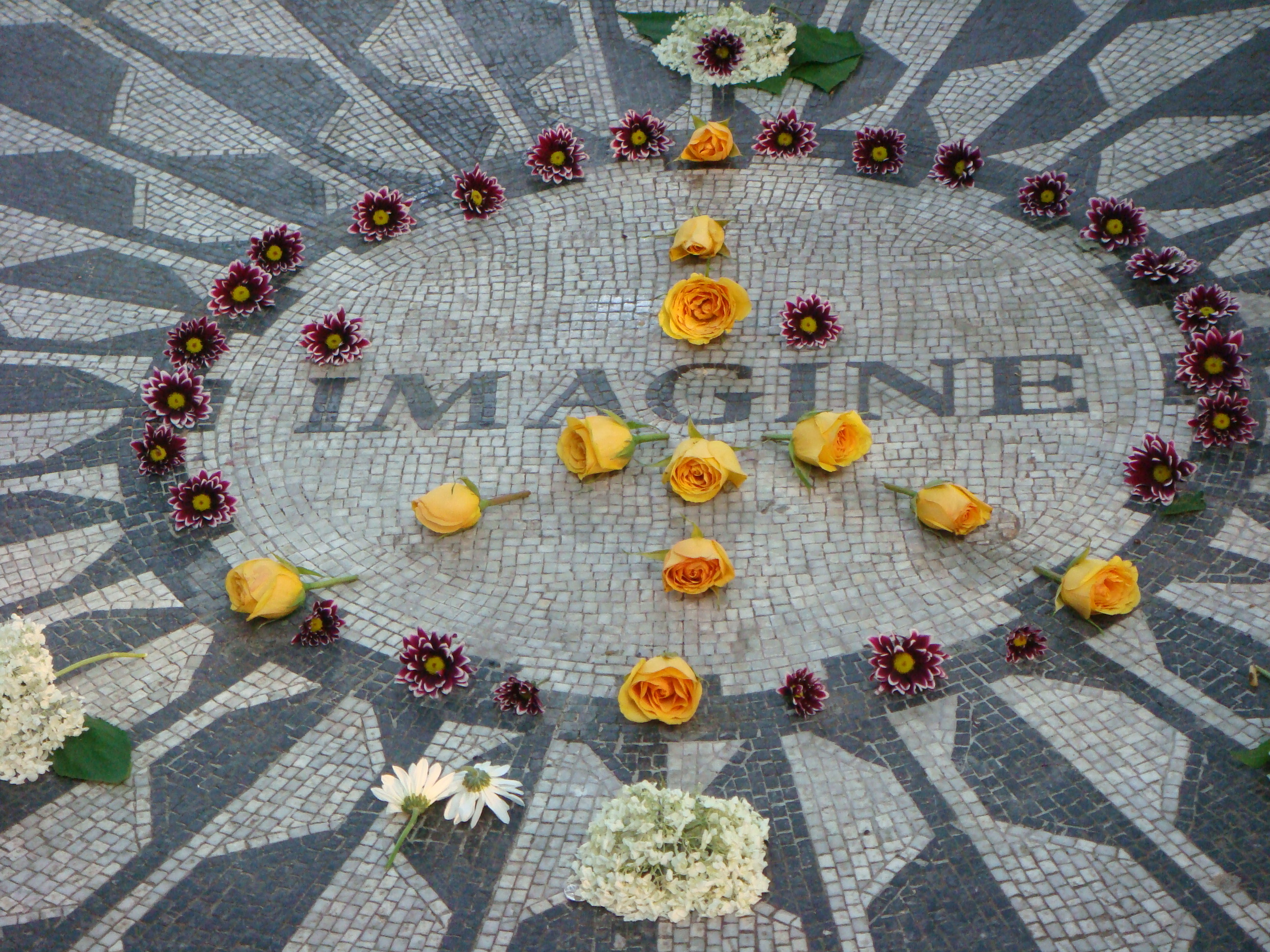
Parte central del Memorial Strawberry Fields en el Central Park de Nueva York, decorado con flores en 2007.

En los años siguientes varios músicos y bandas han interpretado distintas versiones del tema; por ejemplo, Elton John incorporó el sencillo en su gira mundial de 1980, además de cantarlo durante un concierto gratuito en Central Park, a unas cuantas cuadras del departamento de Lennon en el Edificio Dakota. Con motivo de la muerte de Lennon, ese mismo año Queen realizó una versión a manera de homenaje durante su concierto en el Wembley Arena, en Londres, y, tres años después, David Bowie la incluyó en su repertorio de la gira Serious Moonlight, en Hong Kong. El 9 de octubre de 1990, en conmemoración del que habría sido el 50° cumpleaños  de Lennon, más de mil millones de personas escucharon una transmisión de «Imagine». Otros intérpretes que han realizado versiones del tema son Joan Báez; Diana Ross; Ratau Mike Makhalemele; Liza Minnelli; Stevie Wonder; Blues Traveler; Neil Young; Madonna; Eva Cassidy; Dolly Parton; Peter Gabriel; Lady Gaga; y David Archuleta; entre otros. Asimismo, la canción «Don't Look Back in Anger» de Oasis está inspirada en la composición de Lennon.
Cabe resaltar que, por su temática, la canción «Imagine» suele interpretarse en ocasiones o eventos específicos. Por ejemplo, desde 2005 se lleva a cabo una interpretación antes de la caída de la bola de la Times Square de Nueva York, en la víspera de Año Nuevo. En ese mismo año, Queen + Paul Rogers dedicaron una versión a las víctimas de los atentados del 7 de julio en Londres. En 2010 Herbie Hancock realizó una versión con India Arie, Kristina Train y Greg Phillinganes para el concierto de concesión del premio Nobel de la Paz. También la Real Orquesta Filarmónica de Liverpool la interpretó en la ceremonia de clausura de los Juegos Olímpicos de Londres 2012, otra versión se dio a conocer en la apertura de los Juegos Olímpicos de Pieonchang 2018. y fue también interpretada en los Juegos Olímpicos Tokio 2020.

## Personal
- John Lennon – voz y piano
- Klaus Voormann - bajo
- Alan White - batería
- The Flux Fiddlers - instrumentos de cuerda